# Mundanije
Mundanije – wieś w Chorwacji, w żupanii primorsko-gorskiej, w mieście Rab. W 2011 roku liczyła 520 mieszkańców.